# Sarah Zadrazil
Sarah Zadrazil (* 19. Februar 1993 in Bad Ischl) ist eine österreichische Fußballspielerin, die beim FC Bayern München unter Vertrag steht.

## Karriere

### Vereine

#### Jugend
Zadrazil begann ihre Karriere am 11. Jänner 1999 in der G-Jugend des USC Abersee. In Abersee durchlief sie sämtliche Jugendteams bis zur D-Jugend und schloss sich am 22. Februar 2008 der C-Jugend des USK Hof bei Salzburg an.

#### Profikarriere
Am 25. Juli 2009 gab sie im Spiel des USK Hof gegen den LSC Linz ihr Bundesliga-Debüt und konnte dabei zwei Tore zum Sieg beisteuern.
Am 14. Juli, nach 55 Spielen und vier Toren für USK Hof, wechselte sie zum Bundesliga-Aufsteiger FC Bergheim. Dort entwickelte sie sich zur Nationalspielerin und erzielte in der Saison 2011/2012 in 18 Punktspielen sieben Tore. Sie wurde zudem am Ende der Spielzeit in die Elf des Jahres gewählt. Im März 2012 schrieb sie sich für das Studium der Physical Education an der East Tennessee State University ein und spielte ab August 2012 in deren Frauenfußballabteilung. Im Spieljahr 2012 kam sie bereits in 18 Meisterschaftsspielen zum Einsatz, in denen sie vier Tore erzielte und weitere zehn für ihre Mitspielerinnen vorbereitete. 2013 war die Offensivstärke der Mittelfeldspielerin noch deutlicher als im vorhergegangenen Spieljahr, wobei sie in 16 Ligaauftritten gar acht Tore erzielte und elf Vorlagen gab. Während ihrer Zeit bei den ETSUBucs konnte sie sich des Öfteren mit ihren Toren und Vorlagen als spielentscheidende Akteurin einbringen. So konnte Zadrazil im Jahre 2013 bei einem 7:0-Erfolg über die Mannschaft der Alabama A&M Bulldogs zwei Tore erzielen und war an vier weiteren Treffern beteiligt. Nur zwei Wochen später war sie bei einem 7:1-Sieg über das Team der USC Upstate abermals an einer Vielzahl von Treffern beteiligt (einmal als Torschützin und vier Mal als Vorbereiterin). 2014 war sie in einer Begegnung gegen die Bulldogs der South Carolina State University erneut eine Hauptleistungsträgerin, als sie beim 6:1-Kantersieg vier Vorlagen gab und ein Tor selbst erzielte. Nach ihrem Bachelor-Abschluss im Frühjahr 2016 an der East Tennessee State University kehrte sie zum FC Bergheim zurück. Im Mai 2016 unterschrieb Zadrazil einen Zweijahresvertrag beim Bundesliga-Verein 1. FFC Turbine Potsdam.
Mit Ablauf der Saison 2019/20 verließ sie den Verein, da sie sich mit ihm nicht auf einen neuen Vertrag einigen konnte. Ab der Saison
2020/21 spielt sie für den FC Bayern München, der sie am 10. Juni 2020 mit einem bis zum 30. Juni 2023 gültigen Vertrag verpflichtet hat. Ihr Bundesligadebüt gab sie am 6. September 2020 (1. Spieltag) beim 6:0-Sieg im Heimspiel gegen den SC Sand. Im November 2022 gab der FC Bayern München bekannt, dass der Vertrag bis 2026 verlängert wurde.

### Nationalmannschaft

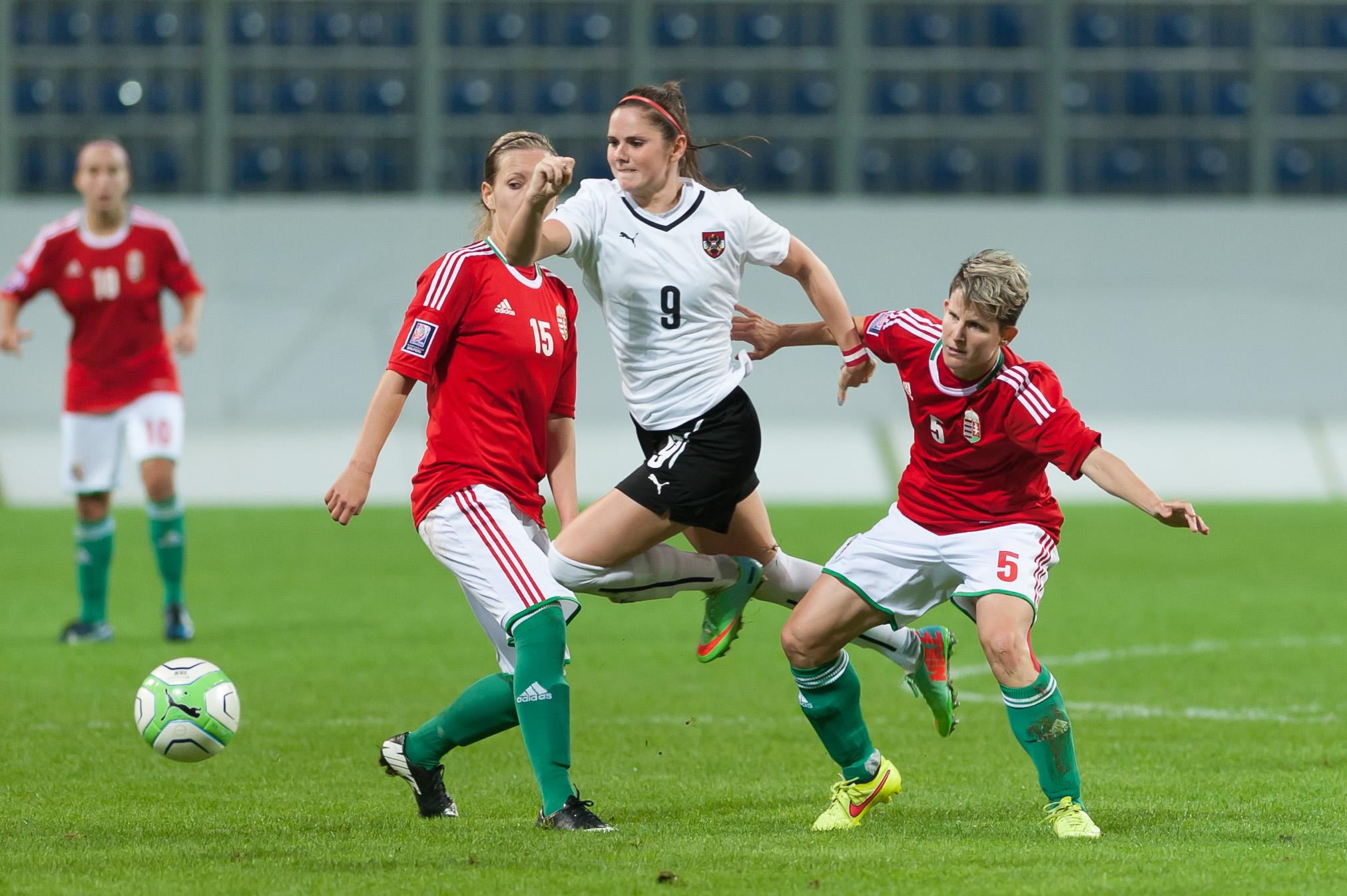
Zadrazil in einer Spielszene im Länderspiel gegen Ungarn am 13. September 2014

Seit 2010 gehört Zadrazil zum Kreis der A-Nationalmannschaft, für die sie am 25. August in der EM-Qualifikation gegen die Türkische Fußballnationalmannschaft der Frauen debütierte. Zuvor bestritt sie 16 Länderspiele für die U19- und fünf für die U17-Nationalmannschaft Österreichs.
2017 schloss sie mit der Mannschaft die Gruppe 8 der 2. Qualifikationsrunde für die Europameisterschaft 2017 als Zweitplatzierter hinter der Nationalmannschaft Norwegens ab und qualifizierte sich erstmals für ein bedeutendes Turnier. Die Mannschaft erreichte in der Endrunde der Europameisterschaft das Semifinale. Zadrazil erzielte im Gruppenspiel gegen Island ein Tor.

## Erfolge
- Halbfinalist der Europameisterschaft 2017
- Deutscher Meister 2021, 2023, 2024, 2025
- DFB-Pokal-Sieger 2025
- DFB-Supercup-Sieger 2024

## Auszeichnungen
- 2018: APA-Fußballerin des Jahres[20]: Die Salzburgerin gewann somit die Premiere der von der APA unter den zehn Frauen-Bundesliga-Coaches durchgeführten Wahl.[21]
- Salzburger Sportlerin des Jahres 2018[22]
- Österreichische Sportlerin des Jahres 2017 als Spielerin der Nationalmannschaft bei der EM

## Sonstiges
- Zadrazil kommt aus einer Fußballerfamilie.[23] Ihr Bruder Patrick Zadrazil (* 1990) war ebenfalls Fußballspieler.[24]
- Sie ist ausgebildete Kindergartenpädagogin.[25]
- Gelegentlich kommentiert sie Fußballspiele für den TV-Sender Sport1, u. a. die U-19-Fußball-Europameisterschaft der Frauen 2023.